# Edward J. Livernash
Edward James Livernash (ur. 14 lutego 1866 w San Andreas, zm. 1 czerwca 1938 w Santa Clara) – amerykański polityk, członek Partii Demokratycznej.

## Działalność polityczna
W okresie od 4 marca 1903 do 3 marca 1905 przez jedną kadencję był przedstawicielem 4. okręgu wyborczego w stanie Kalifornia w Izbie Reprezentantów Stanów Zjednoczonych.